# MPEG LA
MPEG LA, LLC (abbreviazione di MPEG Licensing Administration) è un'azienda con sede a Denver che si occupa di stipulare patent pool per l'uso degli standard MPEG-2, MPEG-4 Part 2, IEEE 1394, VC-1, ATSC e H.264. La compagnia sta anche lavorando a patent pool sui brevetti dell'LTE, lo standard di telefonia mobile di quarta generazione.
MPEG LA non è affiliata con il Moving Picture Experts Group.

## Critiche
MPEG LA ha denunciato che i codec video Theora e VP8 infrangono i brevetti detenuti dai suoi licenziatari, senza però chiarire quali siano i brevetti violati.
Nel maggio 2010 l'azienda tedesca Nero AG ha intentato una causa legale contro MPEG LA, accusandola di aver esteso i suoi patent pool aggiungendo illegalmente dei brevetti dell'MPEG-2. La Corte distrettuale degli Stati Uniti per il distretto centrale della California ha respinto la causa il 29 novembre 2010.

## Licenziatari dei brevetti H.264/MPEG-4 AVC
Le seguenti organizzazioni detengono uno o più brevetti nel patent pool dell'H.264/AVC:
- Apple ( Stati Uniti)
- Bosch ( Germania)
- Cisco Systems ( Stati Uniti)
- Columbia University ( Stati Uniti)
- Daewoo ( Corea del Sud)
- Dolby Laboratories ( Stati Uniti)
- Electronics and Telecommunications Research Institute ( Corea del Sud)
- Ericsson ( Svezia)
- Fraunhofer-Gesellschaft ( Germania)
- Fujitsu ( Giappone)
- Hewlett-Packard ( Stati Uniti)
- Hitachi ( Giappone)
- JVC ( Giappone)
- LG Electronics ( Corea del Sud)
- Microsoft Corporation ( Stati Uniti)
- Mitsubishi Electric ( Giappone)
- Nippon Telegraph and Telephone ( Giappone)
- NTT docomo ( Giappone)
- Orange ( Francia)
- Panasonic ( Giappone)
- Philips ( Paesi Bassi)
- Polycom ( Stati Uniti)
- Samsung ( Corea del Sud)
- Sedna Patent Services ( Stati Uniti)
- Sharp Corporation ( Giappone)
- Siemens ( Germania)
- Sony ( Giappone)
- Toshiba ( Giappone)
- ZTE ( Cina)